# Wiesen (Hellenthal)
Wiesen ist ein Ortsteil der Gemeinde Hellenthal im Kreis Euskirchen, Nordrhein-Westfalen.

## Lage

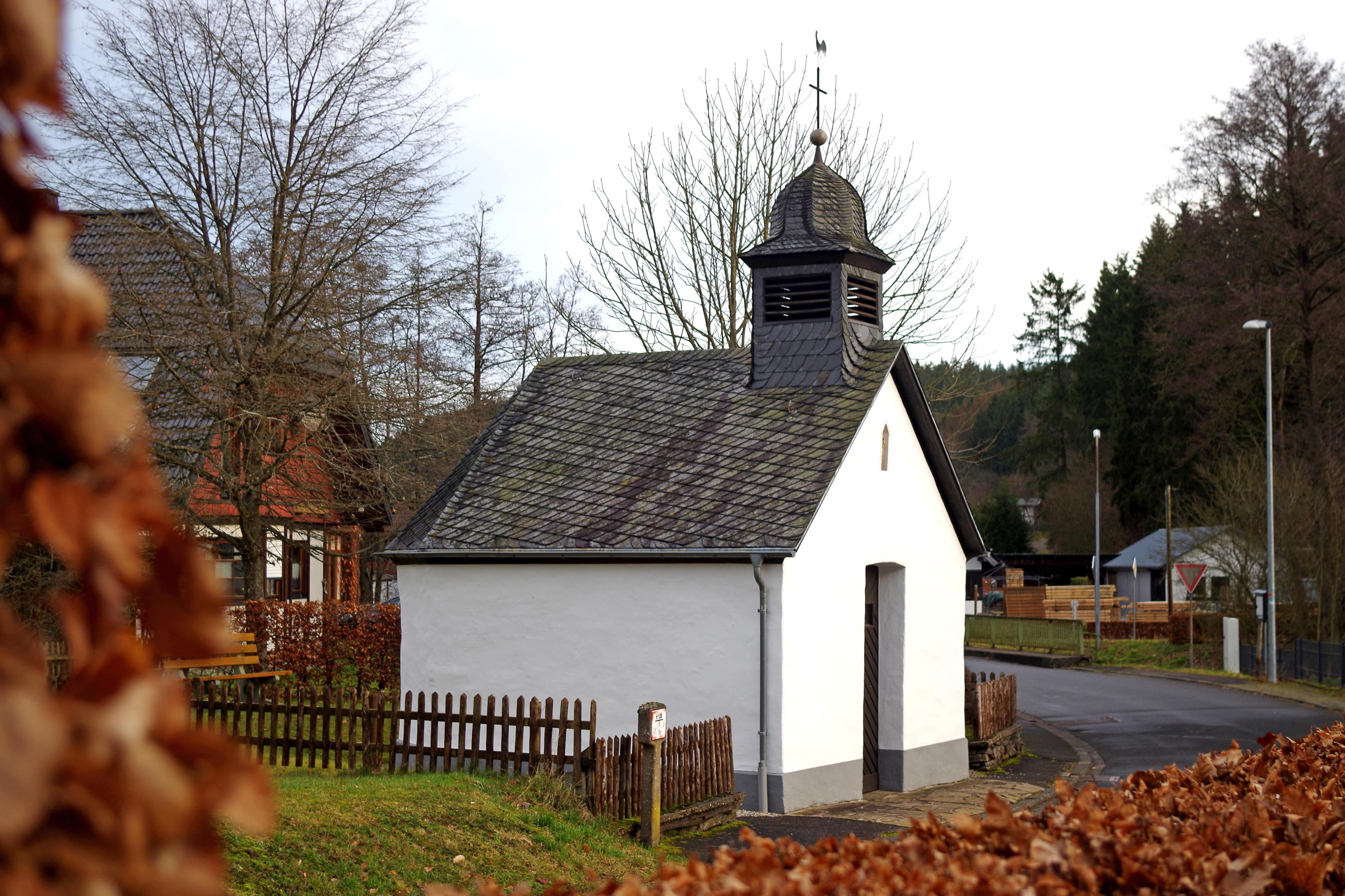
Marienkapelle (Wiesen)

Der Ortsteil liegt südöstlich von Hellenthal und südlich von Reifferscheid. Westlich des Ortes führt die Landstraße 17 vorbei. Zwischen der überregionalen Straße und der Ortslage fließt der Wolferter Bach. Die Bebauungen von Reifferscheid und Wiesen gehen ineinander über.
Die Anbindung an den überörtlichen ÖPNV wird durch die VRS-Buslinie 837 der RVK sichergestellt.

## Geschichte

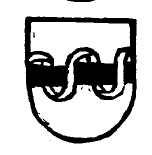
Wappen von Wiesen

1607–1613 werden R. von der Wiesen und Theodor von der Wiesen bei Eugen Virmond zuletzt als Vasallen des Grafen von Reifferscheid aufgeführt. Das Wappen derer von Wiesen zeigt einen mit flatterndem Band umwickelten Querbalken.
| Linie | Verlauf |
| ----- | --- |
| 837   | MiKE (außer im Schülerverkehr): Hellenthal Busbf – Blumenthal – Dommersbach – Kammerwald – Reifferscheid – (Zingscheid –) Wiesen – Manscheid – (Bungenberg –) Winten – (Heiden –) Unterschömbach – Oberschömbach – Kreuzberg – Hecken (– Paulushof) |